# Pech (powieść)
Pech – powieść kryminalna Joanny Chmielewskiej z 2002 roku.
Powieść obfituje w wiele humorystycznych wydarzeń. Główną osią konstrukcyjną utworu jest jednak intryga kryminalna.

## Treść
Główną bohaterką jest Iza Brant. Samotnie wychowuje dwoje nastoletnich dzieci, Kasię i Tomka. Pracuje jako korektorka w wydawnictwie. Nie jest jej łatwo utrzymać rodzinę. Gdy pojawia się szansa na korzystny zapis w testamencie babci, Iza postanawia ją wykorzystać. Wszystko, co musi zrobić, to wywrzeć korzystne wrażenie na babci i innych członkach rodziny, która przyjeżdża z Australii do Polski, by poznać bliżej Izę i jej dzieci oraz przekonać się, czy pretendentka do spadku jest osobą prawą i godną zaufania.
Niestety, Izę prześladuje pech. Nic nie dzieje się tak, jak zostało zaplanowane. W dodatku okazuje się, że dawny konkubent Izy, noszący dziwne nazwisko Dominik Dominik, został zamordowany, a ona sama należy do grona podejrzanych o dokonanie zabójstwa. Rzecz jasna nie stawia to jej w korzystnym świetle. 
Na horyzoncie pojawia się też przystojny Łukasz Darko, taksówkarz, również podejrzewany przez policję. Pomiędzy nim a Izą zawiązuje się sympatia.